# Гундакар IV фон Щархемберг
Гундакар IV (I) фон Щархемберг (на немски: Gundacker IV (I) von Starhemberg; † 1265) е благородник от стария австрийски благороднически род Щархемберг, господар на Щайнбах и Вилдберг.

## Биография
Той е син на Гундакер III фон Щархемберг-Щайнбах-Вилдберг († 1240) и съпругата му Кунигунда фон Плайн-Хардег, дъщеря на граф Луитполд фон Плайн-Хардег († 1193) и Ида фон Бургхаузен († 1210). Внук е на Гундакар II фон Щайр-Щайнбах († сл. 1247) и Елизабет фон Хауншперг. Потомък е на Дуринг I фон Щайр († сл. 1118) и Елизабет фон Щайнбах.
Дядо му Гундакар фон Щайр построява през 1236 г. замък Щорхенберг или Щархемберг при Ден Хааг ам Хаузрюк в Горна Австрия и се нарича на него. Дворецът е продаден на австрийския ерцхерцог Албрехт II, но остават да живеят там до 1379 г., когато замъкът Щархемберг отива при ерцхерцог Албрехт III от Австрия.
Щархембергите са от 1643 г. имперски графове и от 1765 г. имперски князе.

## Фамилия
Гундакар IV фон Щархемберг се жени за Лойкардис фон Капелен, дъщеря на Пилгрим фон Капелен и Гизела фон Фихофен. Те имат седем деца:
- Рюдигер II (I) фон Щархемберг-Антшау († сл. 1300), неженен
- Берта фон Щархемберг, омъжена ок. 1271 г. за Конрад фон Зумерау
- Гундакар V (II) фон Щархемберг († 1302), женен I. пр. 30 октомври 1271 г. за Еуфемия фон Фалкенберг/Фалхенберг, II. 1281 г. за Еуфемия фон Хуенринг († 1292)
- Мехтилд фон Щархемберг († 1281), омъжена за Готшалк Стари фон Найдберг
- Анна († 1300), омъжена за Андреас фон Винкел
- Хадмар фон Щархемберг-Вилдберг-Катцбах († 3 ноември 1297), женен за Анна фон Рор († 10 октомври 1296)
- Йохан I фон Щархемберг, баща на Вайкхард († 1313)